# Muziek in 2006
Dit artikel gaat over muziek uit het jaar 2006.

## Wedstrijden
- Eurovisiesongfestival 2006 in Athene,  Griekenland gewonnen door:
  -  Finland: Lordi - Hard Rock Hallelujah
- Junior Eurovisiesongfestival 2006 in Boekarest,  Roemenië gewonnen door:
  -  Rusland: The Tolmachevy Twins - "Spring Jazz".
- Eurovision Young Musicians 2006

## Festivals
- Pinkpop
- Lowlands
- Rock Werchter
- Pukkelpop

## Overledenen
januari
- 6 - Lou Rawls (72), Amerikaans soulzanger
- 8 - Stafke Fabri (71), Antwerps volkszanger
- 11 - Mark Spoon (39), Duits Dance-DJ
- 19 - Wilson Pickett (64), Amerikaans soulzanger
- 22 - Rick van der Linden (59), Nederlands musicus
- 27 - Gene McFadden (56), Amerikaans zanger en tekstschrijver

februari
- 3 - Ustad Qawwal Bahauddin (71), Indiaas/Pakistaans Qawwali-zanger
- 3 - Romano Mussolini (79), Italiaans jazzpianist (zoon van Benito Mussolini)
- 8 - Akira Ifukube (91), Japans componist en violist
- 17 - Ray Barretto (76), Amerikaans jazzdrummer

maart
- 7 - Ali Farka Touré (67), Malinees musicus
- 10 - Anna Moffo (73 of 75), Amerikaans sopraan
- 23 - Pío Leiva (88), Braziliaans zanger
- 25 - Buck Owens (76), Amerikaans country-zanger

april
- 5 - Gene Pitney (65), Amerikaans zanger
- 11 - June Pointer (52), Amerikaans zangeres
- 11 - Proof (30), Amerikaans acteur en rapper
- 13 - Carel Alberts (78), Nederlands bassist
- 16 - Cees Kalis (56), Nederlands drummer
- 24 - Erik Bergman (94), Fins componist en dirigent
- 28 - Jan Koetsier (94), Nederlands componist en dirigent
- 28 - Ben-Zion Orgad (79), Israëlisch componist

mei
- 1 - John Brack (56), Zwitsers zanger
- 6 - Han Reiziger (72), Nederlands componist, pianist en presentator
- 9 - Pietro Garinei (87), Italiaans musicalcomponist en -producent
- 29 - Desmond Dekker (64), Jamaicaans componist en zanger

juni
- 9 - Drafi Deutscher (60), Duits zanger, componist en muziekproducent

juli
- 2 - Philibert Mees (77), Vlaams componist, pianist en misdaadslachtoffer
- 3 - Dicky Schulte Nordholt (52), Nederlands basgitarist
- 7 - Syd Barrett (60), Brits gitarist, (singer-)songwriter en zanger, lid en medeoprichter van de band Pink Floyd
- 9 - Anton de Ridder (77), Nederlands zanger
- 11 - Raymond Micha (96), Belgisch componist, dirigent en muziekleraar
- 11 - Bill Miller (91), Amerikaans pianist van Frank Sinatra
- 24 - Heinrich Hollreiser (93), Duits dirigent

augustus
- 3 - Arthur Lee (61), Amerikaans componist en zanger (oprichter van de Amerikaanse band Love)
- 3 - Elisabeth Schwarzkopf (90), Duits-Brits operazangeres (sopraan)
- 23 - Maynard Ferguson (78), Canadees jazztrompettist en bandleider
- 28 - Pip Pyle (56), Brits musicus
- 29 - Benjamin Rawitz-Castel (60), Israëlisch pianist

september
- 3 - Eva Knardahl (79), Noors pianiste
- 19 - Danny Flores (77), Amerikaans zanger
- 23 - Malcolm Arnold (84), Engels componist en trompettist
- 29 - Jan Werner Danielsen (30), Noors zanger

oktober
- 14 - Freddy Fender (69), Amerikaans musicus

november
- 1 - Silvio Varviso (82), Zwitsers dirigent
- 8 - Basil Poledouris (61), Amerikaans filmcomponist
- 10 - Gerald Levert (40), Amerikaans zanger
- 27 - Ruth Brown (78), Amerikaans zangeres
- 23 - Anita O'Day (87), Amerikaans jazzzangeres
- 27 - Alan Freeman (79), Australisch/Brits diskjockey
- 29 - Jan van Oort (85), Nederlands violist en striptekenaar/-schrijver (Jean Dulieu)

december
- 2 - Mariska Veres (59), Nederlands zangeres (Shocking Blue)
- 7 - Jay McShann (90), Amerikaans blues- en swingpianist, bandleider en zanger
- 9 - Fred Marsden (66), Engels drummer van de band Gerry & the Pacemakers
- 13 - Robert Long (63), Nederlands zanger, cabaretier, columnist en tv-presentator
- 17 - Denis Payton (63), Brits saxofonist, gitarist, mondharmonicaspeler en zanger (The Dave Clark Five)
- 18 - Daniel Pinkham (83), Amerikaans componist
- 22 - Galina Oestvolskaja (87), Russisch componiste
- 25 - James Brown (73), Amerikaans zanger

## Overige
- 3FM Serious Request

Muziek in: 1940 · 1941 · 1942 · 1943 · 1944 · 1945 · 1946 · 1947 · 1948 · 1949 · 1950 · 1951 · 1952 · 1953 · 1954 · 1955 · 1956 · 1957 · 1958 · 1959 · 1960 · 1961 · 1962 · 1963 · 1964 · 1965 · 1966 · 1967 · 1968 · 1969 · 1970 · 1971 · 1972 · 1973 · 1974 · 1975 · 1976 · 1977 · 1978 · 1979 · 1980 · 1981 · 1982 · 1983 · 1984 · 1985 · 1986 · 1987 · 1988 · 1989 · 1990 · 1991 · 1992 · 1993 · 1994 · 1995 · 1996 · 1997 · 1998 · 1999 · 2000 · 2001 · 2002 · 2003 · 2004 · 2005 · 2006 · 2007 · 2008 · 2009 · 2010 · 2011 · 2012 · 2013 · 2014 · 2015 · 2016 · 2017 · 2018 · 2019 · 2020 · 2021 · 2022 - 2023